# Live at the Royal Albert Hall (The Who)
Live at the Royal Albert Hall è un album dal vivo del gruppo rock britannico The Who, pubblicato nel 2003.

## Il disco
Il disco è composto da tre CD, tutti registrati dal vivo alla Royal Albert Hall situata nella città di Westminster a Londra. I primi due dischi sono stati registrati durante un concerto il 27 novembre 2000, mentre il terzo disco contiene solo quattro tracce registrate l'8 febbraio 2002.

## Tracce
- Tutte le tracce sono state scritte e composte da Pete Townshend, eccetto dove indicato.

### Disco 1
1. I Can't Explain – 2:51
2. Anyway, Anyhow, Anywhere (Townshend, Roger Daltrey) – 4:33
3. Pinball Wizard – 3:44
4. Relay – 8:14
5. My Wife (John Entwistle) – 6:38
6. The Kids Are Alright  – 6:12
7. Mary Anne with the Shaky Hand – 4:12
8. Bargain – 6:52
9. Magic Bus (incl. Country Line Special di Cyril Davies) – 10:05
10. Who Are You – 7:05
11. Baba O'Riley – 5:48

### Disco 2
1. Drowned – 6:38
2. Heart to Hang Onto – 4:41
3. So Sad About Us – 3:19
4. I'm One – 2:51
5. Getting in Tune – 6:21
6. Behind Blue Eyes – 3:48
7. You Better You Bet – 5:46
8. The Real Me – 5:27
9. 5:15 – 11:40
10. Won't Get Fooled Again – 9:12
11. Substitute – 3:20
12. Let's See Action – 5:15
13. My Generation – 5:30
14. See Me, Feel Me/Listening to You – 5:04

### Disco 3
1. I'm Free – 2:49
2. I Don't Even Know Myself – 4:43
3. Summertime Blues (Jerry Capehart, Eddie Cochran) – 3:20
4. Young Man Blues (Mose Allison) – 5:54

## Formazione

### Gruppo
- Roger Daltrey – voce, chitarra acustica
- John Entwistle – basso, cori
- Pete Townshend – chitarra, cori

### Altri musicisti
- John "Rabbit" Bundrick – piano, tastiera, cori
- Zak Starkey – batteria

### Ospiti
- Bryan Adams – voce (in See Me, Feel Me/Listening to You e Behind Blue Eyes)
- Noel Gallagher – chitarra, cori (in Won't Get Fooled Again)
- Kelly Jones – voce, chitarra (in Substitute)
- Nigel Kennedy – violino (in Baba O'Riley)
- Eddie Vedder – voce (in I'm One, Getting in Tune, Let's See Action e See Me, Feel Me/Listening to You)
- Paul Weller – voce, chitarra acustica (in So Sad About Us)